# Liste von Möwenbrunnen
In dieser Liste sind Möwenbrunnen aufgeführt, also Brunnen im öffentlichen Raum, die Möwen zum Thema haben.

## Möwenbrunnen
| Bezeichnung                                | Bild           | Standort                                                          | Künstler                                         | Errichtung Einweihung                                        | Weitere Informationen                                                                                                   |
| ------------------------------------------ | -------------- | ----------------------------------------------------------------- | ------------------------------------------------ | ------------------------------------------------------------ | --- |
| Möwenbrunnen                               |                | Aschaffenburg-Leider, am Lukasplatz vor der Lukaskirche (Lage)    | Gunter Ullrich und Jörg Grundhöfer (Kunstgießer) |                                                              | |
| Möwenbrunnen (Tröpfelbrunnen)              | weitere Bilder | Berlin, Ecke Dammweg Bergaustraße (Lage)                          | Hans-Peter Goettsche                             | 1968                                                         | Bronze/Kunststein |
| Vogelbrunnen (Fennpfuhl) oder Möwenbrunnen | weitere Bilder | Berlin-Fennpfuhl (Lage)                                           | Baldur Schönfelder                               | 1981                                                         | siehe Liste der Brunnenanlagen im Berliner Bezirk Lichtenberg#Möwe und Liste der Straßen und Plätze in Berlin-Fennpfuhl |
| Möwenbrunnen                               |                | Berlin-Friedrichsfelde, im Tierpark Berlin (Lage)                 | Dietrich Rohde                                   | 1967, im Jahr 2000 an der Möwenvoliere im Tierpark aufgebaut | Bronze; siehe auch Liste der Kulturdenkmale in Berlin-Friedrichsfelde                                                   |
| Möwenbrunnen                               | weitere Bilder | Berlin-Kreuzberg, Alexandrinenstraße 91 Ecke Oranienstraße (Lage) | Paul Ohnesorge                                   |                                                              | siehe auch Liste der Brunnenanlagen im Berliner Bezirk Friedrichshain-Kreuzberg                                         |
| Möwenbrunnen "Spielende Möwen"             |                | Husum, Herzog-Adolf-Straße (Lage)                                 | Karlheinz Goedtke                                | 1966                                                         | |
| Möwenbrunnen                               | weitere Bilder | Rostock, in der Nordwest-Ecke des Neuen Marktes (Lage)            | Waldemar Otto                                    | 2001                                                         | siehe Liste der Denkmäler, Brunnen und Skulpturen in Rostock                                                            |